# ら행
ら행이란 오십음도에서, 9번째 행이다. ら, り, る, れ, ろ가 포함된다. 어떤 가나도 자음과 모음으로부터 이루어지는 음을 나타낸다.
또, 「り」를 1자로 하는 りゃ행 개요음은「りゃ」「りゅ」「りょ」이다.
ら행・りゃ행 음의 두자음은 모두 유성이고, 청음/탁음의 구별은 존재하지 않는다.
ら행 음의 로마자 표기는 일본식, 헵번식 둘 다 ra ri ru re ro이다.
りゃ행의 로마자 표기는 일본식, 헵번식 둘 다 rya ryu ryo이다.

## 음성학적 특징
ら행 음의 두자음 음소(통상 r이라고 쓰여진다)는 청각인상에 의해서 유음으로 분류되는 것이 있다. 두자음의 음성학상의 실제 발음은, 「り」를 제외한「ら」행 음의 경우는 일반적으로, 어두나, 발음(ん)의 뒤에서는 치경 설측 탄음, 권설 설측 접근음 또는 유성 권설 파열음으로 발음되고, 발음(ん)의 뒤를 제외한 어중, 어말에서는 치경 탄음 또는 경구개를 혀 끝으로 가볍게 치는 권설 탄음으로 발음된다. 「り」의 경우는 다른「ら」행 음에 비교해서 두자음이 경구개화하기 때문에, 어두나, 발음(ん)의 뒤에서는 치경구개 설측 접근음, 경구개 설측 접근음 또는 유성 경구개 파열음으로 발음되고, 발음(ん)의 뒤를 제외한 어중, 어말에서는 치경구개 탄음 또는 경구개 탄음으로 발음된다.
「りゃ」「りゅ」「りょ」의 두자음 음소는 ry이고, 그 음성학상의 실제 발음은「り」의 두자음과 같다.(상기 참고)。

## 첫소리의 ら행 음
일본어에서 ら행 음으로 시작하는 단어는 아래 세 가지 가운데 하나에 해당한다.
- 한어[1], 외국어[2], 아이누어[3]에서 온 것
- 조동사: 'られる', 'らしい' 등
- 몇몇 의성어: 'りーん', 'るんるん' 등

즉, 외래어·조동사·(몇몇) 의성어가 아니라면 일본어에서 ら행음으로 시작되는 것은 거의 존재하지 않는다.
이런 현상은 확인할 수 있는 고대 일본어의 시대로부터 나타난 매우 오래된 특징이다.